# Cnaphalocrocis sanitalis
Cnaphalocrocis sanitalis is een vlinder uit de familie van de grasmotten (Crambidae), uit de onderfamilie van de Spilomelinae. De wetenschappelijke naam van deze soort is voor het eerst voorgesteld door Pieter Snellen in een publicatie uit 1880.

## Verspreiding
De soort komt voor in Thailand en Indonesië (Sumatra).

## Waardplanten
De rups leeft op Oryza sativa (Poaceae).